# صفصاف قزم
صفصاف قزم أو صفصاف أدن أو صفصاف الثلج المتساقط (الاسم العلمي: Salix herbacea)، هو نوع من الصفصاف الزاحف الصغير (فصيلة الصفصافية) تكيف للبقاء في البيئات القاسية وفي القطب الشمالي القاسي. ينتشر على نطاق واسع في البيئات الألبية والقطبية حول شمال المحيط الأطلسي، وهو واحد من أصغر النباتات الخشبية. عادةً ما ينمو من 1 إلى 6 سم فقط (0.4 - 2,4 بوصة).